# Древноримска армия
Римска армия пренасочва насам.  За френското формирование вижте Римска армия (Франция).
Древноримска армия или Римска армия (на латински: exercitus Romanorum) е общ термин, употребяван за сухопътните войски на Древен Рим.
Техните организационни и воински традиции са положени още по времето на Римските царе (до приблизително 500 г. пр.н.е.), продължени от Римската република (500 – 31 г. пр.н.е.), Римската империя (31 г. пр.н.е. – 476 г.) и нейния наследник Византийската империя (476 – 1453 г.). Поради това обхватът на времевия период, с който те хронологично се означават като (древно) римски, възлиза общо на около 2000 години. През тези близо две хилядолетия римската армия търпи много промени в състава, организацията, техниката (вкл. бойния ред) и тактиката за водене на бой, а единствено се запазва неотменимо е ядро от установени древноримски воински традиции..

## История
През първите 5 века от историята си Древен Рим не е поддържал постоянна армия, която да е трайно установена на предварително определени тактически места. Тогава, когато властите на Рим сметнат и решат, че е необходимо да се предприемат дадени военни действия, те призовават (мобилизират) римските граждани, които са предварително записани в нарочен за целта списък. Временната римска армия имаща характер на нещо средно между опълчение и милиция се е управлявала от тези граждани, които са били по-нагоре в йерархията на държавното управление и притежават собствени доспехи. В края на военните кампании по това време войниците получавали като награда пари или парче земя. В тези векове, когато не е имало редовна армия, на Рим много често се е налагало да използва въоръжените сили на италийските си съюзници.
Когато Римските владения се разрастват и военните действия започват да се водят основно извън Рим и Италия, римските граждани и италийските съюзници на Рим започват да недоволстват от военната повинност в гражданската армия. Около 100 г. пр.н.е. римският военачалник и консул Гай Марий превръща гражданската армия в редовна армия. Когато армията е редовна тя става много по-добра и по-силна, защото войниците са по-добре обучени и въоръжени. Недостатък на редовната армия е, че може да се използва като средство за лична и/или политическа изгода. Най-добрия пример за такова използване на редовната армия в римската история е Юлий Цезар.
Когато Август (Augustus) става първият император на Римската империя, той започва да очертава границите на империята. Преди царуването на Октавиан Август, Римската империя е хегемонна империя, което означава една империя със зони с намаляване на влиянието от центъра на Рим и Италия. Отделно от това, Август превзема големи територии в Централна Европа, и също така се опитва да завладее Северна Европа, но не успява. Когато Вар (Publius Quintilius Varus) е победен с легионите си в Тевтобургската гора (нем. Teutoburgerwald), това събитие се превръща в едно от най-големите поражения на римската армия (Вар, който се самоубива, губи в тази битка 3 легиона, 3 конни подразделения и 6 кохорти). Римската империя започва да очертава границите на териториите където има пълен контрол. Август държи на мира вътре в границите на своята империя. Дори мирът е кръстен на него: Pax Augusta. На северната граница на империята (по брега на Рейн и Дунав – виж Дунавски лимес) се изграждат много укрепления, за да се осъществи натиск на варварите извън империята. По този начин римската армия се превръща в постоянна армия, която е недостижима като бойни качества в онези векове.

## Организация
Римската армия до времета на Протектората вкл. се състояла /подразделяла/ на две основни съставни части: легиони и помощни части: ауксилиарии. Римската империя поддържала около 28 легиона, всеки от по 4800 мъже пехота. Освен това в легиона са били ангажирани и много граждански помощен персонал: готвачи, лекари и т.н. Помощните части се състояли от конници, стрелци и др. Когато една двойка легиони започват голяма военна кампания, помощния персонал също е бил мобилизиран в битките.

### Състав
Легионът се подразделял на следните части (от малки към големи): контуберния, центурия, кохорта, легион.
След реформите на Гай Марий структурата на легиона е от следните подразделения:
- 1 легион от 10 кохорти = 3600 – 6000 души;
- 1 кохорта от 3 манипули = 360 – 600 души;
- 1 манипула от 2 центурии = 120 – 200 души;
- 1 центурия от 80 души или 10 контубернии и 1 контуберния от 8 легионери (в Римската армия можело да бъдат набирани и доброволци, а не само граждани както било в началото на империята).

### Формирования
Контуберния
Състояла се е от 8 легионера. те живеели заедно в обща палатка в лагера. Тя била с размери около 4 на 3 м., с малко предно помещение. Всяка контуберния отначало имала муле, което носело тежките неща, когато армията е на поход. По времето на Гай Марий мулетата били премахнати и всеки легионер вече е бил длъжен сам да носи своите вещи, поради което легионерите са наричани шеговито „мулетата на Марий“.
Центурия
10 контубернии формирали една Центурия (80 мъже). Всяка Центурия имала свое означение или символ. Командир на центурията е бил Центурионът. Ако си бил добър войник, можеш да станеш помощник-центурион (optio) на Центуриона. Когато станеш центурион ставаш лидер на Центурията. Синове на сенатори и други богати лица в Рим ставали командири от висок ранг. Те ставали такива, защото имали нужда от военен опит, за да имат успешна политическа кариера. Центурионът на най-високата Центурия (първата Центурия на първата кохорта) имал титлата Примус пилус. Този ранг се давал обаче като мандатна магистратска длъжност само за срок от една година. След това центурионът се пенсионирал или отивал на по-висока длъжност. Опитният центурион имал също така добра възможност да стане командир /префект на лагера (prefectus castrorum)/. Обикновено това бил най-възрастният мъж в легиона и е трябвало да е минал през поста на Примус пилус. Фактически префектът на лагера го управлявал, когато отсъствали трибуна и легатите.
Центурионите били избирани. Избраният за центурион избирал от своя страна втори центурион, свой помощник – опцион и офицерите в своята центурия: знаменосец (signifer=сигнифер), тръбач (cornicen), тесерарий – офицер-началник на стражата и получаващ за през нощта паролата, записана върху дъсчица (тесера).
Ранният легион се делял на 60 центурии, а 2 центурии образували една манипула. В по-късен период се въвежда делението на кохорти, а манипулата става от 3 центурии.
Кохорта
6 центурии заедно формирали кохорта от 480 мъже. Всъщност кохортата не е била по-голяма по размер, тя не е имала и собствен командир или каквато и да е такава длъжност.
Легион
10 кохорти (cohorts) заедно образували легион (от 4800 пехотинци). Лидерът на легиона се наричал Легат (legatus). Много често той е бил подпомаган от 5 или 6 трибуна (tribuni). Легионът се състоял не само от тези 4800 пехотинци: в него влизали кавалерия и артилерийски части с около 60 катапулти и балисти. Катапулта изстрелвал камъни, а балистата изстрелвала стрели. На разположение на легиона също така имало много лекари, готвачи, екзекутори, ветеринарни лекари, писатели, дърводелци и ковачи, а също така и военен прокурор. Това е бил състава на легиона в най-общ вид. Общо един легион се състоял от около 5500 до 6000 мъже. Когато в периода на Републиката римските източници говорят за 1 легион, то това означава, че към легиона има още толкова съюзнически (италийски) войски, и към 300 конници.
Основната кавалерийска единица в легиона бил ескадрона от 300 конника, разделен на турми по 30 души. Една турма била разделена на 3 отделения от по 10 конника. По времето на Републиката турмата била ръководена от трима декуриони. Изглежда, че единият декурион е изпълнявал ролята на взводен командир, а другите двама на негови помощници..
Помощни войски
Помощните части (auxilia) са били различни видове в зависимост от функцията си. Те често се състояли от конници, стрелци и др. Помощните части са били използвани за 2 неща: подпомагане на легионите и най-вече при защита на границите на империята, т.е. като граничари. Войниците от тези части, наричани auxiliarii, никога не са били римски граждани. Те винаги са били използвани в сражения далеч от родното си място, по разбираеми причини. Например, по информацията от плоча открита в гробница, конници от Северна Африка са се сражавали в близост до река Рейн. Войниците в помощните части имали статут много по-нисък от тоя на легионерите в легионите, и получавали само 1/3 от заплащането на легионерите. Един войник в помощните войски (auxilia) служел 25 години, като след това получавал римски граждански права за себе си и децата си и ново римско име от императора. Синовете му почти винаги служели в римската армия като легионери.

### Антична
- Амиан Марцелин, Roman History (late 4th century)
- Зосим, Historia Nova (5th century)
- Нотиция Дигнитатум, Augustana (late 4th/early 5th century)

### Съвременна
- Goldsworthy, Adrian. Roman Warfare.   2000.
- Goldsworthy, Adrian. Complete Roman Army.   2003.
- Goldsworthy, Adrian. The Fall of the West: The Slow Death of the Roman Superpower.   2009.
- Hassall, Mark. The Army in Cambridge Ancient History 2nd Ed Vol XI (The High Empire 70 – 192).   2000.
- Heather, Peter. Fall of the Roman Empire.   2005.
- Holder, Paul. Auxiliary Deployment in the Reign of Hadrian.   2003.